# Phân loại sinh học

Các bậc phân chia

Phân loại sinh học là một phương pháp theo đó các nhà sinh học gom nhóm và phân loại các loài sinh vật. Phân loại sinh học cũng có thể được gọi là phân loại học khoa học, tuy nhiên cần được phân biệt với phân loại học dân gian, là phương pháp thiếu cơ sở khoa học hơn. Phân loại khoa học hiện đại dựa trên cơ sở công trình của Carolus Linnaeus, người đã sắp xếp các loài dựa trên đặc điểm hình thái của chúng. Cách sắp xếp này liên tục được cải tiến, sửa đổi để đảm bảo sự nhất quán với nguyên tắc tổ tiên chung nhất của Charles Darwin. Hệ thống học phân tử, dùng các chuỗi DNA làm dữ liệu đã và đang chỉ ra những sai sót cần chỉnh sửa. Phân loại khoa học thuộc về khoa học phân loại hay hệ thống học sinh vật.
| Sự sống | Siêu vực (gây tranh cãi) | Liên vực            | Ba vực              | Năm vực             | Năm giới        | Sáu giới        | Giả thuyết tế bào trứng |
| ------- | ------------------------ | ------------------- | ------------------- | ------------------- | --------------- | --------------- | ----------------------- |
| Sự sống | Sự sống không tế bào     |                     |                     | Virus               |                 |                 |                         |
| Sự sống | Sự sống không tế bào     | Thể đạm độc         |                     |                     |                 |                 |                         |
| Sự sống | Sự sống tế bào           | Sinh vật nhân sơ    | Vi khuẩn            | Vi khuẩn            | Khởi sinh       | Vi khuẩn        | Vi khuẩn                |
| Sự sống | Sự sống tế bào           | Sinh vật nhân sơ    | Cổ khuẩn            | Cổ khuẩn            | Khởi sinh       | Cổ khuẩn        | Cổ khuẩn                |
| Sự sống | Sự sống tế bào           | Sinh vật nhân chuẩn | Sinh vật nhân chuẩn | Sinh vật nhân chuẩn | Nguyên sinh vật | Nguyên sinh vật | Cổ khuẩn                |
| Sự sống | Sự sống tế bào           | Sinh vật nhân chuẩn | Sinh vật nhân chuẩn | Sinh vật nhân chuẩn | Nấm             |                 | Cổ khuẩn                |
| Sự sống | Sự sống tế bào           | Sinh vật nhân chuẩn | Sinh vật nhân chuẩn | Sinh vật nhân chuẩn | Thực vật        |                 | Cổ khuẩn                |
| Sự sống | Sự sống tế bào           | Sinh vật nhân chuẩn | Sinh vật nhân chuẩn | Sinh vật nhân chuẩn | Động vật        |                 | Cổ khuẩn                |

## Ví dụ
Sau đây là ví dụ cách phân loại năm loài: ruồi giấm thường dùng trong các phòng thí nghiệm về gen (Drosophila melanogaster), người (Homo sapiens), đậu Hà Lan được Gregor Mendel dùng trong khám phá về di truyền học hiện đại (Pisum sativum), nấm Amanita muscaria, và vi khuẩn Escherichia coli. Tám cấp bậc chính được in đậm; ngoài ra các phân cấp phụ cũng được liệt kê.
| Cấp bậc    | Ruồi giấm       | Người       | Đậu Hà Lan      | Amanita muscaria   | E. coli             |
| ---------- | --------------- | ----------- | --------------- | ------------------ | ------------------- |
| Vực        | Eukarya         | Eukarya     | Eukarya         | Eukarya            | Bacteria            |
| Giới       | Animalia        | Animalia    | Plantae         | Fungi              |                     |
| Ngành      | Arthropoda      | Chordata    | Magnoliophyta   | Basidiomycota      | Proteobacteria      |
| Phân ngành | Hexapoda        | Vertebrata  | Magnoliophytina | Hymenomycotina     |                     |
| Lớp        | Insecta         | Mammalia    | Magnoliopsida   | Homobasidiomycetae | Gammaproteobacteria |
| Phân lớp   | Pterygota       | Theria      | Magnoliidae     | Hymenomycetes      |                     |
| Bộ         | Diptera         | Primate     | Fabales         | Agaricales         | Enterobacteriaceae  |
| Phân bộ    | Brachycera      | Haplorrhini | Fabineae        | Agaricineae        |                     |
| Họ         | Drosophilidae   | Hominidae   | Fabaceae        | Amanitaceae        | Enterobacteriaceae  |
| Phân họ    | Drosophilinae   | Homininae   | Faboideae       | Amanitoideae       |                     |
| Chi        | Drosophila      | Homo        | Pisum           | Amanita            | Escherichia         |
| Loài       | D. melanogaster | H. sapiens  | P. sativum      | A. muscaria        | E. coli             |

## Sách tham khảo
(tiếng Anh)
- Atran, S. (1990). Cognitive foundations of natural history: towards an anthropology of science. Cambridge, England: Cambridge University Press. tr. xii+360 pages. ISBN 0-521-37293-3, 0521372933.
- Larson, J. L. (1971). Reason and experience. The representation of Natural Order in the work of Carl von Linne. Berkeley, California: University of California Press. tr. VII+171 pages.
- Stafleau, F. A. (1971). Linnaeus and the Linnaeans. The spreading of their ideas in systematic botany, 1753-1789. Utrecht: Oosthoek. tr. xvi+386 pages.